# Franz Planer

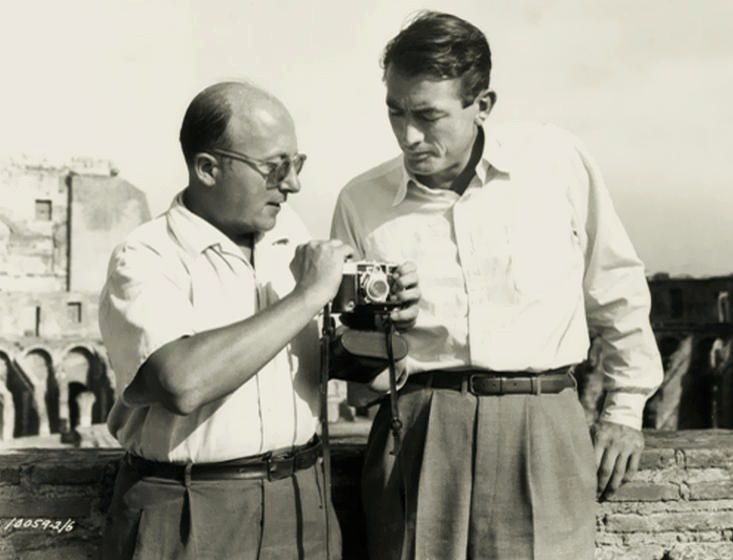
Franz Planer (links) mit Gregory Peck

Franz F. Planer (* 29. März 1894 in Karlsbad, Böhmen, damals Österreich-Ungarn; † 10. Januar 1963 in Hollywood, Kalifornien) war ein österreichischer Kameramann. In den Jahren 1945 bis 1954 wurde er im Nachspann seiner Filme meist Frank Planer oder Frank F. Planer genannt.

## Leben
Franz Planer erhielt eine Ausbildung als Fotograf in Wien, als welcher er ab 1910 arbeitete. Zur selben Zeit begann er auch für Wochenschau-Berichte in Wien und Paris zu drehen. Im Ersten Weltkrieg diente er als Zugsführer in der k.u.k Armee, bereits sein Vater kämpfte als solcher in der Schlacht bei Königgrätz 1866.
Ab 1920 arbeitete er vorwiegend in Deutschland, zunächst als Chef-Kameramann für die Emelka in München. Nach Vollendung von Murnaus Film Die Finanzen des Großherzogs gemeinsam mit Karl Freund an der Adria und in Berliner Ateliers zog er nach Berlin um. Dort drehte er vorerst mittelmäßige Unterhaltungsfilme, erhielt aber mit Beginn des Tonfilms auch Aufträge für anspruchsvollere Produktionen. So etwa für Wilhelm Thieles Operettenfilm Die Drei von der Tankstelle (1930). 1933, nach der Machtergreifung der Nationalsozialisten in Deutschland, kehrte er mit seiner jüdischen Frau nach Wien zurück. In den österreichischen Ateliers drehte er häufig mit ebenfalls emigrierten deutschen Filmschaffenden, wie etwa Max Ophüls, weiter.
Planer fotografierte aber auch für einige österreichische Filmproduktionen, darunter auch die wenigen Meisterwerke wie Leise flehen meine Lieder (1933) oder Maskerade von Willi Forst (1934). Mit letzterem Film verhalf er durch seine elegante Kamera- und Lichtführung der damals als „unfotografierbar“ geltenden Paula Wessely zum Durchbruch als Filmschauspielerin. Planer galt als bester österreichischer Kameramann der 1930er-Jahre. 1935/36 arbeitete Planer gelegentlich in England, aber auch weiterhin in deutschen Ateliers, etwa 1937 Kapriolen im Tobis-Atelier Berlin-Johannisthal für Gustaf Gründgens. Ende 1936 fotografierte er mit Premiere das deutschsprachige Filmdebüt von Zarah Leander.

### Hollywood
Im Dezember 1937 emigrierte er schließlich in die Vereinigten Staaten, wo er durch Vermittlung von Paul Kohner von der Columbia engagiert wurde und auch als Frank Planer bekannt war. Allerdings soll er zu Beginn des Jahres 1938 Probleme mit der amerikanischen Gewerkschaft der Kameraleute gehabt haben und beabsichtigte eine Rückkehr nach Europa. Sein erster Film in den USA war 1938 Holiday von George Cukor.
In der Folge wurden ihm Studiofilme aller Genres übertragen. Er arbeitete regelmäßig in Filmen der Regisseure Sidney Salkow, Leigh Jason und Charles Barton. 1945 lief sein Columbia-Vertrag aus. Von nun arbeitete er vor allem mit anderen europäischen Emigranten zusammen, etwa dem Produzenten Seymour Nebenzahl und den Regisseuren Edgar G. Ulmer (Her Sister's Secret, 1946), Robert Siodmak (Gewagtes Alibi, 1948) sowie Max Ophüls (Stefan-Zweig-Adaption Letter from an Unknown Woman, 1947/1948). Weitere waren Curtis Bernhardt und Anatole Litvak, mit denen er bereits in den 30er-Jahren kooperiert hatte.
Planers Filme wurden oft an Originalschauplätzen fotografiert und zeichneten sich durch einen harten, schwarzweißen, dokumentarischen Stil aus. Ab den 1950er-Jahren drehte er auch Filme in Farbe. Franz Planer wurde insgesamt fünfmal für den Oscar nominiert, zuletzt 1961, gewann jedoch kein einziges Mal. Sein letzter vollendeter Film war im selben Jahr Infam. Planers bekanntester Film dürfte Frühstück bei Tiffany sein, in welchem er durch seine Fotografie maßgeblich zur Stilisierung von Audrey Hepburn als Leinwandlegende beitrug. Planers allerletzter Film blieb unvollendet: Something´s got to give war zugleich auch der letzte, unvollendete Film von Marilyn Monroe.

### Familie
Franz Planer war der Onkel der Schauspielerin Jane Tilden und des Kameramanns Walter Tuch, dieser arbeitete in den 1930er Jahren zeitweise als Assistent für Planer.

## Filmografie (Auswahl)
- 1914: Der Todesritt auf dem Riesenrad
- 1920: Der Ochsenkrieg
- 1920: Der Klosterjäger
- 1921: Die Trommeln Asiens
- 1922: Monna Vanna
- 1922: Sodom und Gomorrha
- 1922: Der Favorit der Königin
- 1923: Die Finanzen des Großherzogs
- 1926: Der Sohn des Hannibal
- 1927: Der große Unbekannte
- 1927: Die Ausgestoßenen
- 1927: Das Frauenhaus von Rio
- 1927: Glanz und Elend der Kurtisanen
- 1927: Alraune
- 1928: Die Rothausgasse
- 1928: Weib in Flammen
- 1928: Heut’ spielt der Strauss
- 1928: Wolga-Wolga
- 1929: Frauen am Abgrund
- 1929: Die Liebe der Brüder Rott
- 1929: Die Flucht vor der Liebe
- 1929: Der Narr seiner Liebe
- 1930: Zapfenstreich am Rhein
- 1930: Die Drei von der Tankstelle
- 1930: Der Sohn der weißen Berge
- 1930: Hans in allen Gassen
- 1932: Die Gräfin von Monte Christo
- 1932: Der Prinz von Arkadien
- 1932: Der schwarze Husar
- 1933: Liebelei
- 1933: Leise flehen meine Lieder
- 1934: Maskerade
- 1934: The Unfinished Symphony
- 1934: So endete eine Liebe
- 1936: Im Sonnenschein (Opernring)
- 1937: Premiere
- 1937: Zauber der Bohème
- 1937: Kapriolen
- 1938: Die Schwester der Braut (Holiday)
- 1938: Girls’ School
- 1941: Das Gesicht hinter der Maske (The Face Behind the Mask)
- 1943: Something to Shout About
- 1944: Secret Command
- 1945: Leave It to Blondie
- 1946: The Chase
- 1947: Der Verbannte (The Exile)
- 1948: Brief einer Unbekannten (Letter from an Unknown Woman)
- 1948: Venus macht Seitensprünge (One Touch of Venus)
- 1949: Gewagtes Alibi (Criss Cross)
- 1949: Zwischen Frauen und Seilen (Champion)
- 1949: Once More, My Darling
- 1950: Der letzte Musketier (Cyrano de Bergerac)
- 1950: Der Henker saß am Tisch (711 Ocean Drive)
- 1950: Three Husbands
- 1951: Das Herz einer Mutter (The Blue Veil)
- 1951: Der Tod eines Handlungsreisenden (Death of a Salesman)
- 1951: Entscheidung vor Morgengrauen (Decision Before Dawn)
- 1953: Die 5000 Finger des Dr. T. (The 5,000 Fingers of Dr. T.)
- 1953: Ein Herz und eine Krone (Roman Holiday)
- 1953: Taxi 539 antwortet nicht (99 River Street)
- 1954: Die Caine war ihr Schicksal (The Caine Mutiny)
- 1954: 20.000 Meilen unter dem Meer (20,000 Leagues Under the Sea)
- 1955: … und nicht als ein Fremder (Not As a Stranger)
- 1955: Die linke Hand Gottes (The Left Hand of God)
- 1956: Der Berg der Versuchung (The Mountain)
- 1957: Stolz und Leidenschaft (The Pride and the Passion)
- 1958: Weites Land (The Big Country)
- 1959: Geschichte einer Nonne (The Nun’s Story)
- 1960: Denen man nicht vergibt (The Unforgiven)
- 1961: Frühstück bei Tiffany (Breakfast at Tiffany’s)
- 1961: König der Könige (King of Kings)
- 1961: Infam (The Children’s Hour)
- 1962: Something’s Got to Give (unvollendet)

## Oscar-Nominierungen
- Bester Kameramann (Schwarzweiß) 1950: Zwischen Frauen und Seilen
- Bester Kameramann (Schwarzweiß) 1952: Tod eines Handlungsreisenden
- Bester Kameramann (Schwarzweiß) 1954: Ein Herz und eine Krone
- Bester Kameramann (Farbe) 1960: Geschichte einer Nonne
- Bester Kameramann (Schwarzweiß) 1962: Infam